# Marlierea uniflora
Marlierea uniflora är en myrtenväxtart som beskrevs av Mcvaugh. Marlierea uniflora ingår i släktet Marlierea och familjen myrtenväxter. Inga underarter finns listade i Catalogue of Life.